# Berthold Löhr

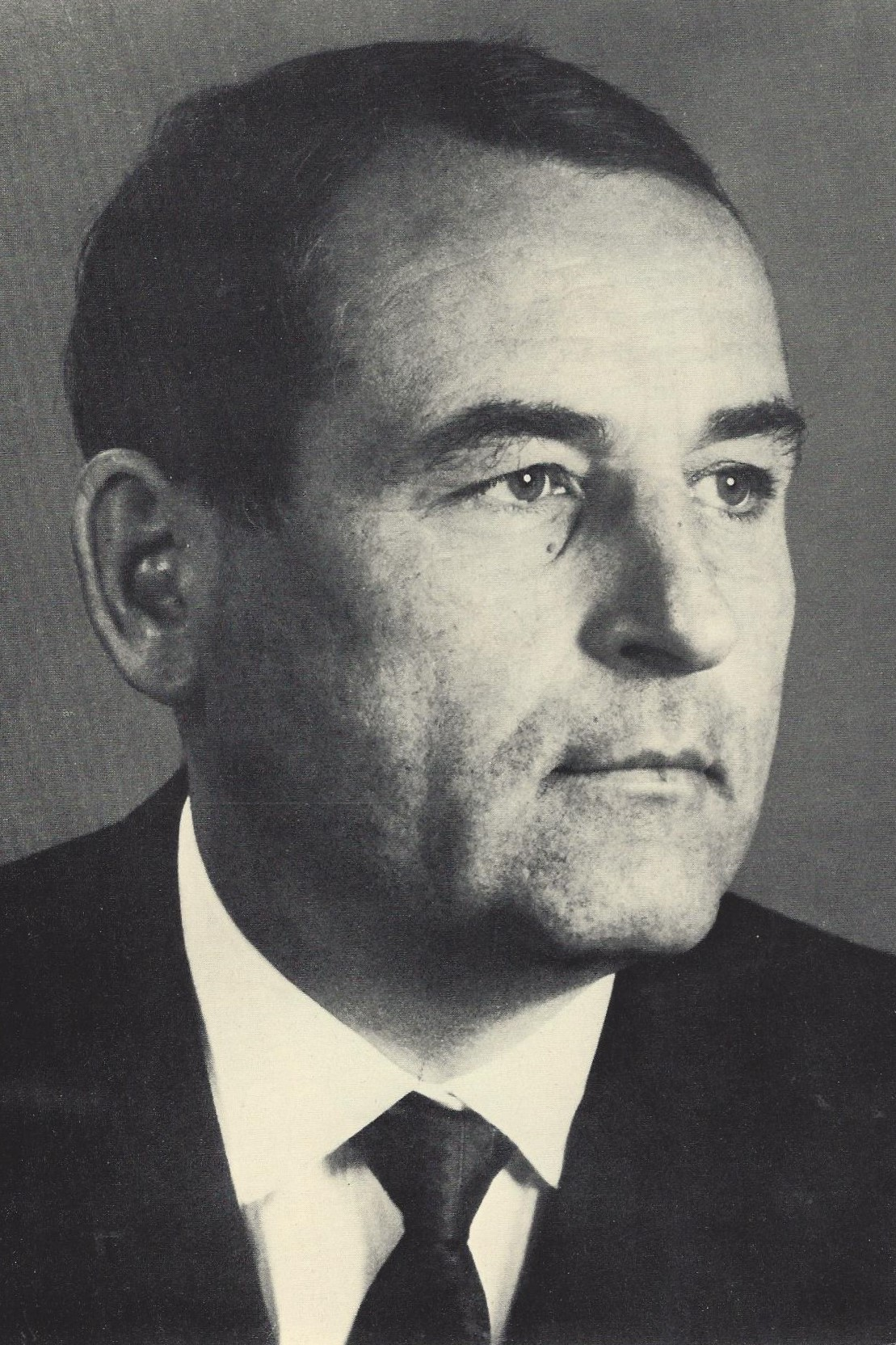
Berthold Löhr, 1970

Berthold Christian Löhr (* 20. November 1920 in Kiel; † 14. November 1984 in Toronto, Kanada) war ein deutscher Chirurg und Hochschullehrer.

## Leben
Als Sohn von Wilhelm Löhr und seiner Frau Elisabeth, einer Tochter von Johann von Mikulicz, besuchte Löhr das (humanistische) Gymnasium in Magdeburg. Nach dem Abitur wurde er zu Beginn des  Zweiten Weltkrieges zur Wehrmacht einberufen. Ab 1940 studierte er Humanmedizin an der Georg-August-Universität Göttingen, die ihn zum Dr. med.  promovierte.
Zunächst in Göttingen bei Rudolf Schoen in der  Inneren Medizin, ging er in die Heidelberger Chirurgie zu Karl Heinrich Bauer. Die chirurgische Pathophysiologie und die Lungen- und Thoraxchirurgie wurden seine Hauptarbeitsgebiete. 1955 wechselte er zu Ernst Derra an die  Medizinische Akademie Düsseldorf, bei dem er sich 1956  habilitierte. Als einer der ersten mit der Herz-Lungen-Maschine befasst, wurde er mit anderen Kollegen von seinem Chef zu John Webster Kirklin an die Mayo Clinic geschickt.
1963 folgte er dem  Ruf der Christian-Albrechts-Universität Kiel auf den Lehrstuhl für Chirurgie. Am 1. Oktober 1963 trat er das Direktorat der angesehenen Klinik an. Wie 70 Jahre zuvor sein Großvater v. Mikulicz in Breslau teilte er seine Klinik in Abteilungen auf. Nach der Verselbständigung der Neurochirurgie und der Anaesthesiologie (1971) entstanden die Abteilungen für Urologie (1972),  Herz- und Gefäßchirurgie (1975) und Unfallchirurgie (1978). Die Leiter waren Heribert Wand, Alexander Bernhard und Dieter Havemann. Aus Löhrs Klinik gingen 19 Habilitationen und 21  Chefärzte hervor. 1970 leitete er die 105. Tagung der Vereinigung Nordwestdeutscher Chirurgen.
Nach dem Tod seiner ersten Frau heiratete er seine leitende OP-Schwester. In seinem Haus am Postsee züchtete er Orchideen. 1978 aus gesundheitlichen Gründen von seinem Ordinariat zurückgetreten, wanderte er mit seiner Frau nach Kanada aus. Sein Sohn Joachim Löhr folgte ihnen.
Sein Nachfolger in Kiel wurde 1979 Horst Hamelmann von der Philipps-Universität Marburg.

## Literatur

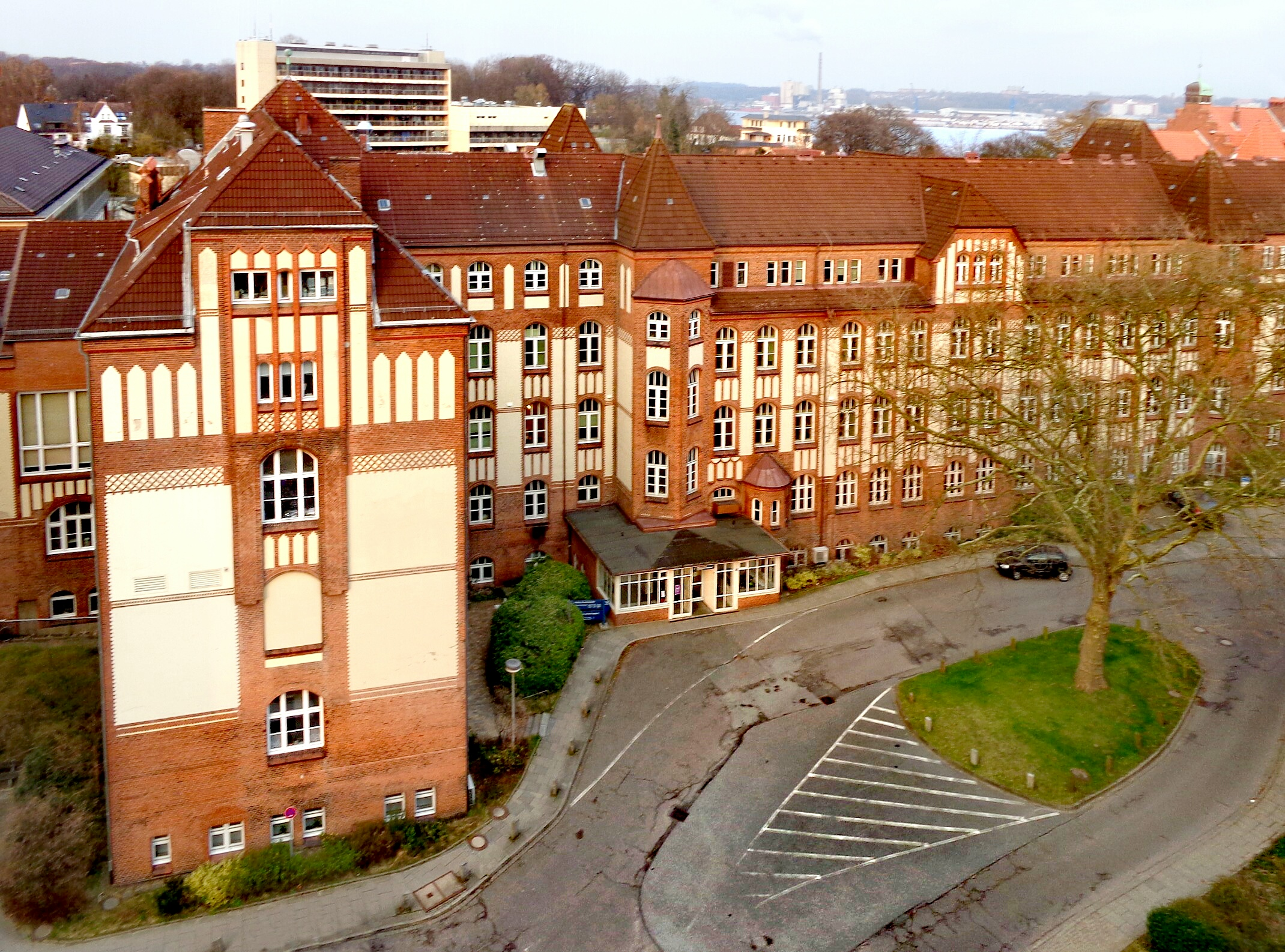
Alte Kieler Chirurgie